# جيمس ر. فورد
جيمس ر. فورد (بالإنجليزية: James R. Ford)‏ هو سياسي أمريكي، ولد في 1 ديسمبر 1925 في مقاطعة ليون في الولايات المتحدة، وتوفي في 11 أكتوبر 2017 بسبب مرض آلزهايمر. حزبياً، نشط في الحزب الديمقراطي.